# Піщанка (притока Ланни)
Піща́нка — річка в Україні, в межах в межах Красноградської міської громади Красноградського району Харківської області та Ланнівської сільської громади Полтавського району Полтавської області. Ліва притока Ланни (басейн Дніпра).

## Опис
Довжина річки 16 км. Долина порівняно глибока, порізана балками і ярами. Річище помірно звивисте, часто пересихає. Споруджено кілька ставків.

## Розташування
Піщанка бере початок у східній частині села Піщанки. Тече на захід. Впадає до Ланни між селами Редути і Верхня Ланна.

## Притоки
- Балка Фатимів Лог - права притока. Бере початок на північній околиці села Піщанка, тече переважно на захід і впадає у річку Піщанку на межі Харківської і Полтавської областей. У ХІХ ст. у гирлі балки існував хутір Фатимів.[1]
  - Балка Середній Лог - права притока балки Фатимів Лог.[2]
- Балка Макогон - ліва притока.[3]
- Балка Очеретова - ліва притока.[3]
- Балка Чалова - ліва притока. Протікає через село Чалівка.[3]